# An-dro
De an-dro is een volksdans uit Bretagne. De andro staat in de maatsoort 4/4. De dans is een reidans. Men houdt de pinken van de beide buren vast. Zo vormt men verschillende rijen.
De danspassen gaan als volgt:
- eerst doet men drie passen naar links, per tel één pas (links-rechts-links), dan wacht men één tel,
- men doet drie passen ter plaatse (rechts-links-rechts) en men wacht weer één tel.

Tijdens het eerste deel van de dans (het naar links stappen) maakt men met de pinken een negenvorm, van beneden te beginnen. Tijdens het tweede deel maakt men de tegenovergestelde beweging met de pinken. Het is de bedoeling om figuren te vormen, zoals cirkels voorwaarts en achterwaarts en met twee rijen door elkaar. Het is de taak van de leider (de eerste van de rij, van links te beginnen tellen) om deze figuren te vormen. Hoewel op moderne bals vaak spiralen gevormd worden in deze dans is dit zeker niet de bedoeling: de rijen moeten steeds elkaar tegenkomen om het gevoel van een geheel en het ontmoeten van de gemeenschap in de hand te werken. Ook komen deze figuren het danscomfort en de traditionele vorm absoluut niet ten goede.
De dans is, zoals vele volksdansen, ontstaan op het platteland. Men deed deze dans op akkers en stampte op deze manier de grond aan. variaties op deze dans zijn de Hanter dro en de tricot. Deze dansen werden gebruikt om de arbeid leuker te maken.